# Domenico Svampa
Domenico Svampa, italijanski rimskokatoliški duhovnik, škof in kardinal, * 13. junij 1851, Montegranaro, † 10. avgust 1907.

## Življenjepis
4. aprila 1874 je prejel duhovniško posvečenje.
23. maja 1887 je bil imenovan za škofa Forlija; škofovsko posvečenje je prejel 29. junija 1887.
18. maja 1894 je bil povzdignjen v kardinala in imenovan za kardinal-duhovnika S. Onofrio.
21. maja 1894 je bil imenovan za nadškofa Bologne.
Umrl je 10. avgusta 1907.